# Fédération d'Inde de football
Ne doit pas être confondu avec l'Association indienne de football.
La Fédération d'Inde de football (en anglais : All India Football Federation - AIFF) est une association regroupant les clubs de football d'Inde et organisant les compétitions nationales et les matchs internationaux de la sélection d'Inde.
La fédération nationale d'Inde est fondée en 1937. Elle est affiliée à la FIFA depuis 1948 et est membre de l'AFC depuis 1954.